# Mulakuddu
Mulakuddu là một thị trấn thuộc Bheemunipatnam mandal, huyện Visakhapatnam, bang Andhra Pradesh. It lies 37 km towards the north of Visakhapatnam City.

## Demographics
The total population of Mulakuddu village is 4513 according to the 2011 Census of India. Among them males are 2255 and females are 2258